# Ménil-sur-Saulx
 Ménil-sur-Saulx  là một xã thuộc tỉnh Meuse trong vùng Grand Est đông nam nước Pháp. Xã này nằm ở khu vực có độ cao trung bình 238 mét trên mực nước biển. Dân số theo điều tra dân số năm 1999 là 214 người.
Sông Saulx chảy theo hướng tây bắc qua thị trấn.